# 萨尔费尔德赫厄
萨尔费尔德赫厄（德語：Saalfelder Höhe，發音：[ˈzaːlfɛldɐ ˈhøːə]，意为“萨尔费尔德高地”）是德国图林根州萨尔费尔德-鲁多尔施塔特县曾经的一个市镇，面积63.21平方千米，人口为人。2018年7月6日，萨尔费尔德赫厄与市镇维特根多夫并入市镇萨尔费尔德。